# Троянда дамаська
Троянда дамаська (Rósa × damascena) — багаторічний чагарник; гібрид троянд, отриманий з Rosa gallica та Rosa moschata; вид роду Шипшина родини Розові (Rosaceae).
Декоративна садова рослина. З давніх часів вирощується в країнах Близького Сходу. Є відомості про вирощування Rosa × damascena в садах Римської імперії, повторно в Європу була завезена з Сирії в 1875 році.
У минулому вважалося, що дамаська троянда (Rosa damascena Mill) — це древній гібрид Rosa gallica і Rosa canina. Але аналіз ДНК чотирьох старовинних сортів дамаських троянд ('York and Lancaster', 'Kazanlik', 'Quatre Saisons' і 'Quatre Saisons Blanc Mousseux') показав, що вони походять від спільного предка гібридного походження, батьківськими видами були: (Rosa moschata × Rosa gallica) × Rosa fedschenkoana.
У районі Києва зимує без укриття, але в холодні і малосніжні зими частково вимерзає.